# Кревязюк, Шанталь
Ша́нталь Дже́ннифер Кре́вязюк (англ. Chantal Jennifer Kreviazuk; род. 18 мая 1973, Виннипег, Манитоба, Канада) — канадская классическая пианистка, певица, автор и композитор песен в жанре рок-н-ролл и поп, имеющая украино-шотландско-индейское происхождение.

## Биография
Родилась в семье этнических украинцев, с детства училась музыке, играла в самодеятельных оркестрах украинской общины, посещала Виннипегскую частную школу для девочек «Баморал-Холл» и училась в Виннипегском университете, где отличалась и музыкальными, и драматическими способностями.
В декабре 1999 года вышла замуж за Рейна Майду, певца группы Our Lady Peace. В январе 2004 года у них родился сын Рован, второй сын Лука Джон родился в июне 2005 года.

## Музыкальное творчество
Первый альбом певицы, Under These Rocks and Stones, разошёлся в Канаде в 1996 году под одобрительные отзывы критиков, а с началом 1997 года его впервые услышали в США: на американском рынке было продано более 100 000 экземпляров благодаря весьма популярному хиту «God Made Me», однако в Канаде тот же самый альбом пользовался ещё большим успехом: дважды признан «платиновым», было продано более 200000 экземпляров. Впоследствии по его песням было снято четыре видеоклипа: «God Made Me», «Believer», «Wayne» и «Surrounded», которая стала главным её хитом в Канаде. В том же году Шанталь победила на конкурсе Juno Award, где была номинирована как «лучший новый артист года».
В 1998 году Кревьязюк возглавила хит-парад титульной песней «Leaving on a Jet Plane» из саундтрека к фильму-блокбастеру «Армагеддон».
В 1999 году она записала саундтрек для телесериала «Бухта Доусона» и исполнила заглавную песню «In My Life» группы The Beatles для теледрамы «Провиденс». Также исполнила титульную песню Рэнди Ньюмана «Feels Like Home», ставшую радиохитом в Канаде.
Позднее в том же году певица выпустила в свет второй альбом Colour Moving and Still, музыку к которому написал её муж Рейн Майда, солист группы Our Lady Peace. Песня из альбома, «Before You», стала не только хитом в Канаде, но и на очередном конкурсе Juno: альбом был оценён как «лучший альбом года», а сама Шантель — как «лучшая артистка года».
In This Life — альбом 2002 года, песня из которого, «What If It All Means Something», снова стала хитом. Шантель выполнила эту песню в популярном шоу The Tonight Show. Также эта песня звучала в кинофильме под названием «Спасён» (англ. Saved!).
Две новые её песни, «These Days» и «I Want You to Know», скомпонованные и исполненные Шанталь, снова прозвучали в кинофильме 2005 года «Джинсы-талисман», а в 2006 году её песня «It’s All About a Kiss» прозвучала в фильме «Поцелуй на удачу».
Вместе с мужем в августе 2005 года Шантель Кревьязюк записала четвёртый альбом, который тиражировался в конце августа 2006 года под названием Ghost Stories. 28 октября 2008 года она выпустила свою первую компиляцию Since We Met: The Best of 1996—2006.
13 октября 2009 года она выпустила пятый альбом, Plain Jane.
Её шестой альбом, In This Life, вышел 2 июля 2012 года.

## Дискография

### Альбомы
- Under These Rocks and Stones (1997)
- Colour Moving and Still (1999)
- What If It All Means Something (2002)
- Ghost Stories (2006)
- Plain Jane (2009)
- Hard Sail (2016)

### Синглы
- «God Made Me»
- «Believer»
- «Wayne»
- «Surrounded»
- «Hands»
- «Leaving on a Jet Plane»
- «Feels Like Home»
- «Before You»
- «Dear Life»
- «Souls»
- «Far Away»
- «In This Life»
- «Time»
- «Julia»
- «What If It All Means Something»
- «All I Can Do»

### Синглы в сборниках и в саундтреках
- «Dealer» (в японской версии альбома Under These Rocks and Stones)
- «Love Is All» (в японской версии альбома Under These Rocks and Stones)
- «Leaving on a Jet Plane» (в саундтреке к фильму «Армагеддон»)
- «Feels Like Home» (в саундтреке к телесериалу «Бухта Доусона»)
- «In My Life» (в саундтреке к телесериалу «Провиденс»)
- «This Year» (в саундтреке к фильму «Интуиция»)
- «Leading Me Home» (в саундтреке к фильму «Парни с мётлами»)
- «Another Small Adventure» (в саундтреке к фильму «Стюарт Литтл 2»)
- «Redemption Song» (в сборнике Peace Songs)
- «O Holy Night» (дуэт с Аврил Лавин в сборнике Maybe This Christmas 2)
- «These Days» (в саундтреке к фильму «Джинсы-талисман»)
- «I Want You to Know» (в саундтреке к фильму «Джинсы-талисман»)